# University Park (Iowa)
University Park è un comune degli Stati Uniti d'America, situato nello Stato dell'Iowa, nella contea di Mahaska.